# Online coaching
Online coaching is coaching via internet. Er zijn meerdere soorten online coaching mogelijk, zoals door middel van e-mail, msn, webcam of telefoon.

## Kenmerken
Eerste kenmerk is de coaching op afstand: je zit als cliënt niet bij de coach aan tafel, maar je communiceert zonder dat je in elkaars fysieke aanwezigheid bent. Je stuurt bijvoorbeeld alleen mails aan elkaar of hebt contact met een live audio- en videoverbinding. Dit kan binnen een afgekaderde ruimte binnen een beveiligde website, maar ook gewoon door middel van msn of skype. Er zijn diverse applicaties online om coaches te vinden en ook contact mee te krijgen via de betreffende websites. Voordeel hiervan is dat er online documenten gedeeld en tegelijkertijd bewerkt kunnen worden. Sommige applicaties hebben ook een online logboek om de voortgang van de persoonlijke ontwikkeling gedurende lange tijd (lees: altijd) bij te houden.

## Bladeren
Online coaching, maar ook therapie (het onderscheid is niet altijd even duidelijk: je helpt iemand anders) is anders dan gewone coaching en therapie. Zowel de coach als de cliënt is hard aan het werk en probeert zo goed mogelijk onder woorden te brengen wat er speelt en hoe dat kan veranderen of opgelost kan worden. Er is tussentijds ruimte voor overdenking van de inhoud en je kunt je eigen tekst en die van de ander nog eens nalezen. Ook bouw je een dossier op waar je ook ruim nadat de coaching of therapie is afgelopen, nog eens in kunt 'bladeren'. Inzichten uit het verleden kunnen op deze manier worden terug gehaald.

## Cognitieve functies
In psychologische termen hebben online coaching en therapie direct invloed op je cognitieve functies als er oefeningen die daarop gericht zijn worden gedaan. De concentratie van de cliënt is hoog omdat hij zich in zijn eigen omgeving bevindt en als het goed is niet wordt afgeleid. De aanwezigheid van iemand anders, of dat nu een coach of therapeut is, kan verstorend werken op het proces dat iemand doormaakt, op het zelfvertrouwen en het gevoel van vrijheid dat nodig is om dicht bij de werkelijke problematiek ofwel oplossingen te kunnen komen.